# 巴西阿科鰕虎魚
巴西阿科鰕虎魚，為輻鰭魚綱鰕虎鱼目鰕虎亞目鰕虎鱼科的其中一種，分布於南美洲亞馬遜河流域、巴西沿岸海域以及哥倫比亞，體長可達4.3公分，棲息在沙泥底質的水域。

## 扩展阅读
維基物種上的相關：巴西阿科鰕虎魚